# العلاقات السورية المالطية
العلاقات السورية المالطية هي العلاقات الثنائية التي تجمع بين سوريا ومالطا.

## مقارنة بين البلدين
هذه مقارنة عامة ومرجعية للدولتين:
| وجه المقارنة                                              | سوريا                    | مالطا                                                     |
| --------------------------------------------------------- | ------------------------ | --------------------------------------------------------- |
| المساحة (كم2)                                             | 185.18 ألف               | 316                                                       |
| عدد السكان (نسمة)                                         | 18.27 مليون              | 465.29 ألف                                                |
| الكثافة السكانية (ن./كم²)                                 | 98.66                    | 147.24 ألف                                                |
| العاصمة                                                   | دمشق                     | فاليتا                                                    |
| اللغة الرسمية                                             | اللغة العربية            | اللغة المالطية، اللغة الإنجليزية                          |
| العملة                                                    | ليرة سورية               | يورو، ليرة مالطية                                         |
| الناتج المحلي الإجمالي (بليون دولار)                      | 60.20 مليار              | 12.54 مليار                                               |
| الناتج المحلي الإجمالي (تعادل القوة الشرائية) بليون دولار |                          | 14.68 مليار                                               |
| الناتج المحلي الإجمالي الاسمي للفرد دولار أمريكي          |                          | 22.60 ألف                                                 |
| الناتج المحلي الإجمالي للفرد دولار أمريكي                 |                          |                                                           |
| مؤشر التنمية البشرية                                      | 0.594                    | 0.839                                                     |
| رمز المكالمات الدولي                                      | +963                     | +356                                                      |
| رمز الإنترنت                                              | .sy                      | .mt                                                       |
| المنطقة الزمنية                                           | ت ع م+02:00، ت ع م+03:00 | توقيت وسط أوروبا، ت ع م+01:00، ت ع م+02:00، أوروبا/مالطا ‏ |

## منظمات دولية مشتركة
يشترك البلدان في عضوية مجموعة من المنظمات الدولية، منها:
| علم المنظمة | اسم المنظمة                               | تاريخ انضمام سوريا | تاريخ انضمام مالطا |
| ----------- | ----------------------------------------- | ------------------ | ------------------ |
|             | يونسكو                                    | 16 نوفمبر 1946     | 10 فبراير 1965     |
|             | وكالة ضمان الاستثمار متعدد الأطراف        | 14 مايو 2002       | 12 سبتمبر 1990     |
|             | الأمم المتحدة                             | 24 أكتوبر 1945     | 1 ديسمبر 1964      |
|             | الاتحاد البريدي العالمي                   | ?                  | ?                  |
|             | البنك الدولي للإنشاء والتعمير             | 10 أبريل 1947      | 26 سبتمبر 1983     |
|             | المنظمة الهيدروغرافية الدولية             | ?                  | ?                  |
|             | الاتحاد الدولي للاتصالات                  | 12 يناير 1924      | 1965               |
|             | منظمة حظر الأسلحة الكيميائية              | ?                  | ?                  |
|             | مؤسسة التمويل الدولية                     | 28 يونيو 1962      | 1 يونيو 2005       |
|             | المركز الدولي لتسوية المنازعات الاستشارية | 24 فبراير 2006     | 3 ديسمبر 2003      |
|             | منظمة الشرطة الجنائية الدولية             | ?                  | ?                  |

## وصلات خارجية
- موقع وزارة الخارجية المالطية